# Santo (álbum)
Santo é o terceiro álbum de estúdio da cantora brasileira Mariana Valadão, lançado pela gravadora Sony Music Brasil.
O álbum foi lançado em 21 de outubro de 2013 no iTunes, seu single foi a música "Só uma Frase", de Tony Ricardo, lançada dias antes do próprio CD. A capa foi produzida pela Quartel Design; Santo ainda contém uma participação especial de Maurício Manieri na música "Hoje" e uma regravação em português da música "Holy", que se chama "Santo" - título do CD.

## Faixas
1. "Se Eu Me Render"
2. "Seu Nome é Jesus"
3. "Só Uma Frase"
4. "Te Amar"
5. "Que Amor é Esse"
6. "Hoje"
7. "Teu Amor Me Atrai"
8. "Santo"
9. "A Ele Honrarei"
10. "Celebrar"
11. "A Minha Oferta"